# 附子
『附子』（ぶす）とは、狂言の曲目の一つ。小名狂言に分類される。

## あらすじ
ある家の主が、「附子という猛毒が入っている桶には近づくな」と使用人である太郎冠者（たろうかじゃ）と次郎冠者（じろうかじゃ）に言いおいて外出する。しかし留守番を言い付かった太郎冠者と次郎冠者は、附子のことが気になって仕方がない。主人からは「毒の入った桶から流れてくる空気を浴びただけでも死んでしまう」と言われていた二人は、扇を使って空気をかわしつつ接近を試み、とうとう太郎冠者は、桶の中身を覗いてみることにする。するとどうであろう、毒であるはずの附子なのだが、大変おいしそうに見えるではないか。誘惑に負けて、太郎冠者が附子をなめてみると毒というのは全くの嘘で、主人が附子だと言った物の正体は砂糖であった。二人は奪い合うようにして砂糖を食べつくしてしまった。主人が嘘までついて隠しておいた砂糖を食べてしまった言い訳として、二人が選択した行動とは……
まず主人が大切にしている茶碗と掛け軸をめちゃめちゃに壊す。見るも無惨になったところで、二人で大泣きした。帰ってきた主人が泣いている二人と、破れた掛け軸、壊れた茶碗を発見し、二人に事情を聞いた。そこで二人は、「掛け軸と茶碗を壊してしまったため、死んで詫びようと毒だという附子を食べたが死ねず、困っている」と言い訳するので、どうしてよいか困った主人が途方に暮れ、最後は「やるまいぞやるまいぞ」と主人が逃げる太郎冠者と次郎冠者を追いかける。

## 解説
使用人の太郎冠者と次郎冠者が主人の嘘を見破り、さらに逆手にとる一連の出来事を滑稽に描いている。狂言演目としては、最も一般的に知られているもののひとつである。狂言の各流派に伝承されているが、細かな所作や台詞については違いがある。
砂糖の価値
日本で産業的な製糖が広まったのは江戸時代である。それ以前の日本においては、砂糖は輸入に頼る貴重品であった。一方、狂言は室町時代から江戸時代初期にかけて発展してきた芸能であり、当時の価値観が反映されている。したがって『附子』の中で、主が毒だと嘘をついてまで「砂糖」という貴重品を使用人に見せたくなかったこと、太郎冠者らが争うように食べつくしたこと、どちらも道理である。
『附子』の原型
13世紀（鎌倉時代）に纏められた仏教説話集『沙石集』に『附子』の原型がある。登場人物は坊主（僧）と小児である。時代が下って、「一休咄」として伝えられた話の中にも同系統の話がある。この『附子』も古くは登場人物が主人と太郎冠者・次郎冠者ではなく、坊主とふたりの新発意（若い僧侶）であった（『天正狂言本』）。また日本各地にも同系統の民話が伝えられており、『日本昔話事典』ではこれらを「飴は毒」型として分類している。この場合「毒」とする食品も、言い訳に壊す貴重品にも様々な変形が見られる。また朝鮮半島でも『慵齋叢話』に干し柿を毒であるとした似た話が収録されていることから、東アジアに広く伝えられていた話であった可能性がある。